# 陆蕴
陆蕴（约1071年—1120年），字敦信，福州侯官（今福建福州市）人，北宋官员，宋绍圣四年（1097年）进士。

## 生平

### 家世背景
陆蕴出身侯官陆氏家族，其父陆宣为宋嘉祐四年（1059年）进士，官至集英殿修撰。陆蕴与弟弟陆藻（崇宁二年（1103年）进士）同为进士出身，陆氏家族有"一门父子三进士，二翰林，一侍郎"的记载。

### 仕途经历
陆蕴绍圣四年（1097年）进士及第后，初任太学《春秋》博士，后调任国朝会要所检阅文字。
崇宁年间（1102年—1106年），陆蕴提举河北、两浙学事，后升任礼部、吏部员外郎、国子监司业。大观三年（1109年），任太常少卿，因议"原庙制度"与朝廷意见相左，被贬为瑞金县知事。
政和年间（1111年—1118年）复起，历任中书舍人、御史中丞。据史料记载，陆蕴曾多次上疏，对当时权贵侵夺民财及朝政弊病提出批评。
政和七年（1117年），陆蕴以龙图阁待制出知福州，后改知建州，加显谟阁直学士。宣和二年（1120年）去世，赠太中大夫。

### 文学著述
陆蕴词作《感皇恩·旅思》收入《唐宋诸贤绝妙词选》。另有《中丞陆公奏稿》传世，南宋学者袁燮曾对其政论有所评价。

## 福州相关地名
福州有多处地名与陆蕴有关。
- 衣锦坊：原名“通潮巷”。因陆蕴（1117年）、陆藻（1124年至1125年）兄弟都曾任福州知州，以“棣萼联辉”寓意改为“棣锦坊”[1]。南宋淳熙年间（1174年-1189年）因进士王益祥定居于此，改名为"衣锦坊"。
- 秘书巷：位于福州市区汤门大街东口，属三坊七巷延伸区域。原名"善寿坊"，后因陆氏兄弟官居秘书郎，更名为"秘书巷"。在方言中曾讹传为"篦梳巷"。
- 陆庄：福州杨桥路西侧。据《福州府志》记载，相传为陆蕴任福州知州期间所建家族别业[1]。
- 陆庄桥：位于陆庄附近，为宋代福州桥梁建筑之一。
- 陆公泉：位于瑞金县治所南边半里处的东明观前。被贬为瑞金县令时曾与弟弟陆藻一同游览此地[2]。